# 38e cérémonie des International Emmy Awards
Pour la cérémonie principale des Emmy Awards récompensant les programmes télévisés diffusés en primetime aux États-Unis, voir la 62e cérémonie des Primetime Emmy Awards.
La 38e cérémonie des International Emmy Awards, décernés par l'International Academy of Television Arts and Sciences, a eu lieu le 23 novembre 2010, et a récompensé les programmes télévisés internationaux diffusés au cours de la saison 2009-2010.

## Palmarès

### Meilleure performance d'acteur
- Bob Hoskins dans The Street  Royaume-Uni
  - Sebastian Koch dans Sea Wolf  Allemagne
  - Sid Lucero dans Dahil May Isang Ikaw  Philippines
  - Leonardo Sbaraglia dans Epitafios  Argentine

### Meilleure performance d'actrice
- Helena Bonham Carter dans Enid  Royaume-Uni
  - Iris Berben dans Krupp - Eine deutsche Familie  Allemagne
  - Lilia Cabral dans Viver a Vida  Brésil
  - Lerato Moloisane dans Home Affairs  Afrique du Sud

### Meilleure série dramatique
- The Street  Royaume-Uni
  - Saka no ue no kumo  Japon
  - The Killing II  Danemark
  - Epitafios  Argentine

### Meilleure comédie
- Ramzor  Israël
  - Los Simuladores  Mexique
  - Peep Show  Royaume-Uni
  - Talok Hok Chak  Thaïlande

### Meilleure mini-série ou meilleur téléfilm
- Small Island  Royaume-Uni
  - Hopeville  Afrique du Sud
  - Mein Leben - Marcel Reich-Ranicki  Allemagne
  - Som e Fúria  Brésil

### Meilleure telenovela
- Meu Amor  Portugal
  - Ciega a citas  Argentine
  - Dahil May Isang Ikaw  Philippines

### Meilleur documentaire
- Mum and the Red Bean Cake  Corée du Sud
  - 9/11: Phone Calls from the Towers  Royaume-Uni
  - Kuarup: The Lost Soul Will Return  Brésil
  - You die as you lived: Roterdam Hospice  Pays-Bas

### Meilleur programme artistique
- Lumea vazuta de Ion B.  Roumanie
  - Por Toda Minha Vida: Cazuza  Brésil
  - Imagine...David Hockney: A Bigger Picture  Royaume-Uni
  - Personas Inside Out  Japon

### Meilleur programme de divertissement non-scénarisé
- CQC  Argentine
  - Heston's Feasts  Royaume-Uni
  - Remembering School  Pays-Bas
  - Run for Money  Japon

### Meilleur programme pour enfants et adolescents
- Shaun the Sheep  Royaume-Uni
  - 13 at War  Pays-Bas
  - Do-Re-Mi-Factory  Brésil
  - Happy Birthday  Japon

### Directorate Award
- Lorne Michaels

### Founders Award
- Simon Cowell